# حتقل (يريم)

تعديل مصدري - تعديل

حتقل هي إحدى قرى عزلة رعين بمديرية يريم التابعة لمحافظة إب، بلغ تعداد سكانها 1128 نسمة حسب تعداد اليمن لعام 2004.